# Đánh điểm, diệt viện
Đánh điểm, diệt viện hay Vây đồn diệt viện là chiến thuật cơ động trong quân sự được sử dụng bởi Quân đội Nhân dân Việt Nam, chiến thuật được sáng tạo trong thời kỳ Chiến tranh Đông Dương. Đại tướng Võ Nguyên Giáp là vị tướng đã sáng tạo nên chiến thuật này trong thời gian hoạch định tấn công Đông Khê.

## Mô tả chiến thuật
Đây là chiến thuật nhấn mạnh yếu tố cơ động, bao gồm sự phối hợp của tấn công và mai phục. Một đơn vị quân sự sẽ tấn công vào một cứ điểm quân sự, nhằm gây áp lực buộc quân đối phương đưa quân chi viện. Lực lượng chi viện đến ứng cứu sẽ bị đón đánh bởi một lực lượng của quân tấn công đã chờ sẵn. Tâm điểm tấn công tiêu diệt không phải là lực lượng đối phương đang phòng thủ tại cứ điểm mà là lực lượng đến chi viện. Việc đón đánh một đạo quân đang trên đường di chuyển sẽ dễ dàng hơn việc đánh bại một lực lượng đồn trú đang phòng thủ, bao gồm yếu tố bất ngờ, quân đón đánh trong tình trạng mai phục đã sẵn sàng cũng có lợi thế hơn.
Trong các trường hợp cứ điểm quan trọng, cuộc tấn công sẽ dứt khoát để chiếm lấy cứ điểm đó, vì nhất định quân đối phương sẽ tổ chức tái chiếm, sau khi chiếm được cứ điểm, quân tấn công vẫn phải mau chóng tổ chức đón đánh quân chi viện.
Việc tổ chức lối đánh này phụ thuộc vào việc đánh giá chính xác địa bàn và cứ điểm quân sự mà quân đối phương nhất định sẽ chi viện, hoặc nhất định sẽ tổ chức tái chiếm. Cũng như tính toán hướng chuyển quân đến của đối phương, từ đó bố trí tốt các điểm mai phục.

## Lịch sử
Chiến thuật này sử dụng qua hai cuộc chiến tranh, chiến tranh Đông Dương và chiến tranh Việt Nam. Lần đầu tiên chiến thuật được sử dụng trong chiến đấu ở cấp chiến dịch là trong Chiến dịch Biên giới bắt đầu vào ngày 7 tháng 7 năm 1950.
Việc sử dụng chiến thuật này phù hợp trong giai đoạn chiến đấu thứ hai với hình thức chiến tranh Vận động chiến, cao hơn một mức so với Du kích chiến ban đầu nhưng vẫn chưa thể chuyển sang Trận địa chiến. Do bối cảnh Quân đội nhân dân Việt Nam lúc này chưa đủ khả năng tấn công tập đoàn cứ điểm mà chỉ có thể tấn công từng cứ điểm. Chiến thuật được sử dụng trong các giai đoạn sau đó, đặc biệt là chiến dịch Hòa Bình.
Chiến thuật được sử dụng trong Chiến dịch Ba Gia vào năm 1965, một chiến dịch mà Đảng Cộng sản Việt Nam đánh giá là làm phá sản chiến lược Chiến tranh đặc biệt của Hoa Kỳ và đồng minh.

## Tiền sử
Cách đánh tương tự cũng được nghiên cứu qua nhiều trận đánh trước đó trong lịch sử Việt Nam, điển hình như trận vây hãm thành Đông Quan vào năm 1427 bởi Nghĩa quân Lam Sơn. Quân Minh do Vương Thông chỉ huy cố thủ trong thành chờ viện binh, do thành lũy kiên cố, nếu cố sức đánh sẽ mất nhiều thời gian và tổn thất, cũng như nhiều bất lợi cho chiến cục chung, nên Lê Lợi tiếp tục "vây thành", ưu tiên tấn công "diệt viện" quân chi viện do Liễu Thăng và Mộc Thạnh chỉ huy. Sau khi quân chi viện bị đánh bại thì quân Lam Sơn tập trung hạ thành.